# 조 스미스 (1889년)
조셉 "조" 스미스(Joseph "Joe" Smith, 1889년 6월 25일 ~ 1971년 8월 11일)는 잉글랜드의 프로 축구 선수이자 감독이다. 볼턴 원더러스 소속으로 1923년 FA컵 우승에 일조한 스미스는 은퇴 이후 23년 동안 블랙풀 FC의 감독을 맡았고, 1953년 FA컵에선 우승을 차지했는데, 이는 1887년 창단 이후로 거둔 최초의 우승이었다.